# Koprolit z Lloyds Bank
Koprolit z Lloyds Bank je velký koprolit neboli zkamenělý vzorek lidských výkalů, nalezený organizací York Archaeological Trust při vykopávkách vikingské osady Jórvík (dnešní York ) v severní Anglii.

## Popis
Koprolit byl nalezen v roce 1972 pod místem, které se mělo stát pobočkou Lloyds Bank v Yorku, a může se jednat o největší příklad zkamenělých lidských výkalů (paleofaeces), který byl kdy nalezen. Koprolit měří 20 centimetrů na délku a 5 cm na šířku. Analýza stolice ukázala, že její původce se živil převážně masem a chlebem, navzdory důkazům naznačujícím, že jiní lidé na stejném místě a ve stejnou dobu měli přístup k ovoci, pórku, korýšům a ořechům. Přítomnost několika stovek parazitických vajíček naznačuje, že osoba byla prolezlá střevními červy. V roce 1991 se Andrew Jones, zaměstnanec York Archaeological Trust a paleoskatolog, dostal do mezinárodních zpráv kvůli svému ohodnocení předmětu pro účely pojištění: „Toto je ten nejvzrušující kus exkrementu, jaký jsem kdy viděl. ... Svým způsobem je nenahraditelný jako korunovační klenoty.“ Vrstvy, které pokrývaly koprolit, byly vlhké a rašelinové. Archeologové z místa vykopali a zachovali také dřevo, textilie a kůži.

## Vystavení
Exemplář byl vystaven v Archaeological Resource Center, informačním a vzdělávacím centru provozovaném York Archaeological Trust. V roce 2003 se koprolit po pádu při vystavení skupině návštěvníků rozlomil na tři kusy a později byl rekonstruován. Od roku 2008 je exemplář vystaven v Jorvik Viking Center.